# Lijst van encyclieken van paus Leo XII
Dit artikel is een lijst van encyclieken van paus Leo XII. Hier volgen de encyclieken die Leo XII (paus van 1823 tot 1829) geschreven heeft:
| #  | Titel (Latijn) | Titel (Nederlandse vertaling) | Onderwerp                                                             | Datum van publicatie |
| -- | -------------- | ----------------------------- | --------------------------------------------------------------------- | -------------------- |
| 1. | Ubi Primum     |                               | Tegen Indifferentisme en Liberalisme                                  | 5 mei 1824           |
| 2  | Ad plurimas    |                               | Over de brand van de Basiliek van Sint-Paulus buiten de Muren in 1823 | 25 mei 1825          |

#### Voetnoten
1. ↑  Leone XII. www.vatican.va. Gearchiveerd op 11 november 2023. Geraadpleegd op 12 november 2023.